# Stazione meteorologica dell'Asinara
La stazione meteorologica dell'Asinara (in sassarese: Sthazzioni meteoròlogica di l'Asìnara) è la stazione meteorologica di riferimento per il Servizio meteorologico dell'Aeronautica Militare e per l'Organizzazione meteorologica mondiale, relativa all'isola dell'Asinara.

## Caratteristiche
La stazione meteorologica, attiva dal 1924 al 1975 come stazione pluviometrica e dal 1937 al 1975 come stazione termometrica, era ospitata presso la stazione semaforica di Punta Scorno, oggi dismessa. Il sito si trova nell'Italia insulare, in Sardegna, nella città metropolitana di Sassari, nel comune di Porto Torres, sull'isola dell'Asinara, a 115 metri s.l.m. e alle coordinate geografiche 41°07′10.43″N 8°19′06.11″E (datum: WGS84).

## Medie climatiche ufficiali

### Dati climatologici 1961-1990
Nel trentennio di riferimento climatico dell'Organizzazione meteorologica mondiale, con i dati effettivamente elaborati nel periodo 1961-1976, la temperatura media del mese più freddo, febbraio, è di +10,8 °C, mentre la temperatura media del mese più caldo, agosto, si attesta a +23,3 °C.
Le precipitazioni medie annue sono scarse, di 480,6 mm e si presentano mediamente distribuite in 59 giorni, con un modesto picco tra l'autunno e l'inverno ed un prolungato minimo tra la primavera e l'estate con siccità estrema.
| Asinara (1961-1990) | Mesi | Mesi | Mesi | Mesi | Mesi | Mesi | Mesi | Mesi | Mesi | Mesi | Mesi | Mesi | Stagioni | Stagioni | Stagioni | Stagioni | Anno  |
| Asinara (1961-1990) | Gen  | Feb  | Mar  | Apr  | Mag  | Giu  | Lug  | Ago  | Set  | Ott  | Nov  | Dic  | Inv      | Pri      | Est      | Aut      | Anno  |
| ------------------- | ---- | ---- | ---- | ---- | ---- | ---- | ---- | ---- | ---- | ---- | ---- | ---- | -------- | -------- | -------- | -------- | ----- |
| T. max. media (°C)  | 12,9 | 13,0 | 13,5 | 15,4 | 18,6 | 22,3 | 25,4 | 25,8 | 23,6 | 20,1 | 16,6 | 13,7 | 13,2     | 15,8     | 24,5     | 20,1     | 18,4  |
| T. min. media (°C)  | 9,1  | 8,5  | 9,2  | 11,2 | 13,9 | 17,4 | 20,1 | 20,8 | 18,9 | 16,1 | 12,6 | 10,0 | 9,2      | 11,4     | 19,4     | 15,9     | 14,0  |
| Precipitazioni (mm) | 50,2 | 56,6 | 54,9 | 27,9 | 19,5 | 11,0 | 1,8  | 3,7  | 37,8 | 60,4 | 82,4 | 74,4 | 181,2    | 102,3    | 16,5     | 180,6    | 480,6 |
| Giorni di pioggia   | 7    | 7    | 7    | 4    | 3    | 2    | 1    | 1    | 3    | 6    | 10   | 8    | 22       | 14       | 4        | 19       | 59    |

### Dati climatologici 1951-1980
Nel trentennio 1951-1980, in base ai dati effettivamente elaborati dal 1951 al 1976, la temperatura media del mese più freddo, febbraio, si attesta +10,3 °C; quella del mese più caldo, agosto, è di circa +23,3 °C.
| Asinara (1951-1980) | Mesi | Mesi | Mesi | Mesi | Mesi | Mesi | Mesi | Mesi | Mesi | Mesi | Mesi | Mesi | Stagioni | Stagioni | Stagioni | Stagioni | Anno |
| Asinara (1951-1980) | Gen  | Feb  | Mar  | Apr  | Mag  | Giu  | Lug  | Ago  | Set  | Ott  | Nov  | Dic  | Inv      | Pri      | Est      | Aut      | Anno |
| ------------------- | ---- | ---- | ---- | ---- | ---- | ---- | ---- | ---- | ---- | ---- | ---- | ---- | -------- | -------- | -------- | -------- | ---- |
| T. max. media (°C)  | 12,3 | 12,4 | 13,3 | 15,5 | 18,8 | 22,5 | 25,3 | 25,9 | 23,8 | 20,0 | 16,4 | 13,6 | 12,8     | 15,9     | 24,6     | 20,1     | 18,3 |
| T. min. media (°C)  | 8,7  | 8,2  | 9,2  | 11,0 | 13,8 | 17,3 | 19,8 | 20,6 | 19,0 | 15,8 | 12,4 | 10,1 | 9,0      | 11,3     | 19,2     | 15,7     | 13,8 |